# Jankovićita
La jankovićita és un mineral de la classe dels sulfurs. Rep el seu nom en honor del professor S. Janković (1925-) en reconeixement del seu treball en la mineralogia i geologia d'Àlxar.

## Característiques
La jankovićita és una sulfosal que conté antimoni, arsènic i tal·li, de fórmula química Tl₅Sb9(As,Sb)₄S22. Cristal·litza en el sistema triclínic. La seva duresa a l'escala de Mohs és 2.
Segons la classificació de Nickel-Strunz, la jankovicita pertany a «02.HD: Sulfosals de l'arquetip SnS, amb Tl» juntament amb els següents minerals: lorandita, weissbergita, christita, rebulita, imhofita, edenharterita, jentschita, hutchinsonita, bernardita, sicherita i gabrielita.

## Formació i jaciments
Va ser descoberta a la mina Crven Dol, al dipòsit d'Àlxar, a Roszdan (Macedònia del Nord), on sol trobar-se associada a altres minerals com l'estibnita, el realgar i la pirita. Es tracta de l'únic indret on ha estat trobada aquesta espècie mineral.